# Готски рат
Готски рат (535—554) је био оружани сукоб између Византијског царства и Остроготске краљевине. Трајао је од 535. до 554. године, а борбе су вођене на ширем простору Италије, Истре и Далмације. Рат је био покренут од стране византијског цара Јустинијана I (527-565), а окончан је тек након дугих и разорних борби, које су довеле до византијског освајања целе Италије, Истре и Далмације.

## Први поход
Јустинијан I је као повод за рат узео убиство Амаласунте 535. године, наследнице Теодорика Великог. Амаласунта је била склопила пакт са Јустинијаном који је омогућавао царској војсци под вођством Велизара да користи Сицилију као базу за поход против Вандала у Африци.
Велизар, као најуспешнији царски генерал, предводио је напад на Остроготе.
Велизар је са Сицилије прешао у Италију и до новембра заузео Напуљ, а Рим до децембра 536. Из Рима је побегао готски краљ Витигес. У исто време, друга византијска војска је из Илирика продрла у остроготску Далмацију.
Следеће године Велизар је успешно одолевао опсади Рима од стране Гота (од јануара 537. до марта 538), притом понекад водећи и мање битке ван Рима. Кад је добио појачање из Константинопоља прешао је у офанзиву. Ослобођен је Римини, а доо Велизареве војске под вођством Мундалијаса дошао је до Медиоланума (Милана). У истом периду је након трогодишњих борби окочано и византијско протеривање остроготских снага из Далмације.
Следеће године (540) у рат су ушли и Франци и заузели Милано. Велизар је заузео престоницу остроготског краљевства Равену и заробио готског краља Витигеса. Готи су понудили Велизару да он буде западни цар, али је овај то одбио. Та готска понуда је вероватно изазвала сумњу код Јустинијана, па је одлучио Велизара пошаље да ратује у Персији и Сирији.

## Други поход
Године 541. Остроготи су убили једног свог вођу који је почео преговоре са царством. Одмах су изабрали Тотилу за новог вођу. Тотила је започео силовиту и успешну кампању против Византинаца, заузимајући целу северну Италију и чак успевајући да заузме Рим после дуге друге опсаде. Велизар се вратио у Италију 544. Успео је да спаси Рим, али његов поход је овог пута био неуспешан, због проблема у опскрби и додатним појачањима, које Јустинијан I није слао. Неки историчари сматрају да је био љубоморан. Јустинијан је 548. године сменио Велизара и поставио Нарзеса за команданта. Нарзес је успешно завршио други поход.

## Трећа кампања
Рим је опет био под опсадом. Тотила га је заузео и понудио мир Јустинијану, али је био одбијен. Вођа новог похода је био Јустинијанов брат од тетке Герман, који је иначе био ожењен Маласвинтом, Амаласвинтином кћерком. Герман је умро 551, па је Нарзес преузео команду и напао Тотилу. У међувремену је око 550. године извршен и велики упад Словена у унутрашњост византијске Далмације, а према сведочењу историчара Прокопија из Цезареје, међу Византинцима се сумњало да је та словенска провала била подстакнута управо од стране Острогота.
На италијанском ртишту, у бици код Тагине Нарзес је победио и убио Тотилу (552). Готи у Риму су се предали, а у коначној бици на Везуву у октобру 553. године Нарзес је победио и последње остатке готске краљевске армије у Италији, а пацификација је спроведена током 554. године. 

## Последице готског рата
Победа у готском рату за Византију је била Пирова победа, јер су истрошени ресурси, који су могли бити употребљени другде, где је претила већа опасност. На истоку су пагански Словени и Кутригури харали и пустошили византијске провинције јужно од Дунава од 517. Век касније Далмација, Македонија, Тракија и већи део Грчке су изгубљени у корист Словена и Авара. Неки новији историчари заузели су другачији поглед на Јустинијанове западњачке походе. Ворен Тредголд је већу кривицу за рањивост Царства у касном 6. веку окривио на Јустинијаску кугу 540–541, за коју се процењује да је усмртила до четвртине становништва на врхунацу Готског рата, одузимајући Царству људство и приходе од пореза потребних да би се кампања брже завршила. Ниједан владар, ма колико био мудар, није могао да предвиди кугу, тврди он, која би била погубна за царство и Италију, без обзира на покушај поновног освајања Италије. Међутим, као резултат сталних напада на Рим током рата, смртност коју није изазвала куга наставила је да расте.
У Италији, рат је имао разарајући ефекат по градове. Велики градови као Рим су дуго били скоро напуштени како је земља пала у дуги период назадовања. Осиромашена Италија није сама могла да издржава византијску администрацију и војску, него је само постала терет. Економско разарање је било толико велико да је било потребно неколико векова за опоравак. Само 3 године након Јустинијанове смрти, велики део Италије пао је у руке Лангобарда. Византији је остао само Равенски егзархат (делови територије од централне Италије до Тиренског мора и јужно до Напуља) и јужна Италија. Јустинијан I је успео да освоји територије у јужној Шпанији, али и то су Визиготи повратили до 620. године. После Готских ратова царство више није предузимало тако скупе и амбициозне подухвате на Западу, а Равенски Егзархат Лангобарди заузимају 751. године. Јужна Италија је остала под Византијом до 11. века.
Одлучујући резултат је био да је Италија – коју су Римљани у раним вековима своје експанзије ујединили у једну политичку јединицу и која је остала таква током Римског царства, а такође и под Готима – била разбијена, при чему су државе наследнице често улазиле у међусобне ратове, све до уједињења Италије у 19. веку.
Широко распрострањено уништење Италије у рату, оштре готске и византијске репресалије над присталицама њихових противника, и велики византијски порези навели су италијанско становништво да промени оданост: уместо лојалности царству, њихови идентитети су све више били везани за религију, породицу и град.